# Locomotiva FS 320
La locomotiva gruppo 320 era una locomotiva a vapore a tre assi con tender a vapore saturo e doppia espansione, alimentata a carbone, che le Ferrovie dello Stato acquisirono dalla cessata Rete Mediterranea all'atto della loro costituzione nel 1905.

## Storia
Le locomotive del gruppo vennero acquisite per le esigenze di trazione della Mediterranea (RM) a partire dal 1904 e furono numerate RM 3601–3700 nel parco macchine societario. Le prime 56 unità vennero consegnate tra 1904 e 1905 rispettivamente, dalla Società viennese Austro-ungarica in numero di 10, dalla Breda di Milano in numero di 30, di 10 unità dalla Ansaldo e di 6 dalle Costruzioni Meccaniche di Saronno.
A partire dal 1906 vennero prodotte per le nuove Ferrovie dello Stato ulteriori 142 unità con caratteristiche uguali eccetto il fatto che per una migliore vaporizzazione venne ridotto il numero dei tubi bollitori della caldaia da 185 a 92 ma aumentandone il diametro in modo da aumentare la superficie di riscaldamento dell'acqua che passò da 108,85 m² a 143,20 m². Ciò si tradusse in un aumento delle prestazioni della locomotiva il cui sforzo di trazione massimo aumentò da 7.320 kg a 8.050 kg.
Nel corso del 1906 ne vennero consegnate ben 55 unità dall'Ansaldo di Sampierdarena, 15 dalle Costruzioni Meccaniche di Saronno e 4 dalla Breda che, tuttavia, tra 1907 e 1908 ne consegnò ulteriori 48 unità e dall'Officina Meccanica di Milano che nello stesso periodo ne consegnò 20 unità. Tali unità confluirono nel nuovo gruppo 320 FS che nel primo periodo, con la numerazione a 4 cifre le immatricolò come 3201-3259 e 3260-3401.

## Caratteristiche
Le locomotive del Gruppo 320 FS, della potenza di 560/570 CV, erano mezzi di trazione studiati per ogni tipo d'impiego. Il diametro delle ruote scelto in 1.510 mm le rendeva infatti atte all'uso per treni viaggiatori ordinari e per treni merci non troppo impegnativi. Si trattava di macchine di concezione piuttosto semplice e tradizionale; vennero costruite a vapore saturo e doppia espansione con 2 cilindri esterni e due interni; la distribuzione era del tipo Walschaert a cassetto piano. La caldaia era lunga 7.035 mm e produceva un volume di vapore di 1.750 metri cubi con una pressione massima di esercizio di 14 kg/cm². Il forno, delle dimensioni di 1.800 x 1.099 mm aveva una graticola della superficie utile di 1,80 m². Il motore era costituito da una coppia di cilindri ad alta pressione del diametro di 460 mm e una a bassa pressione del diametro di 700 mm con una corsa degli stantuffi di 640 mm. La massa complessiva a pieno carico raggiungeva le 44,6 tonnellate ed essendo a tre assi accoppiati coincideva con quella aderente; il carico per asse era ripartito in modo non uniforme, infatti il primo asse sopportava 15,7 t, quello centrale 15,3 t e quello posteriore 13,6 t.
Il sistema frenante comprendeva sia il freno continuo automatico che il freno moderabile sulla locomotiva oltre al normale freno a vite sul tender. Una parte delle locomotive della seconda serie e le, 08, 55 e 59 della prima avevano anche il dispositivo per il freno a controvapore. Essendo previsto sin dall'origine l'uso per i treni viaggiatori le locomotive erano attrezzate di valvole e condotta per il riscaldamento a vapore delle carrozze.
Il tender era a 3 assi con capacità di trasporto di 4 tonnellate di carbone e di 12 t di acqua; la sua massa complessiva in servizio era di 33 t.